# فن‌دام

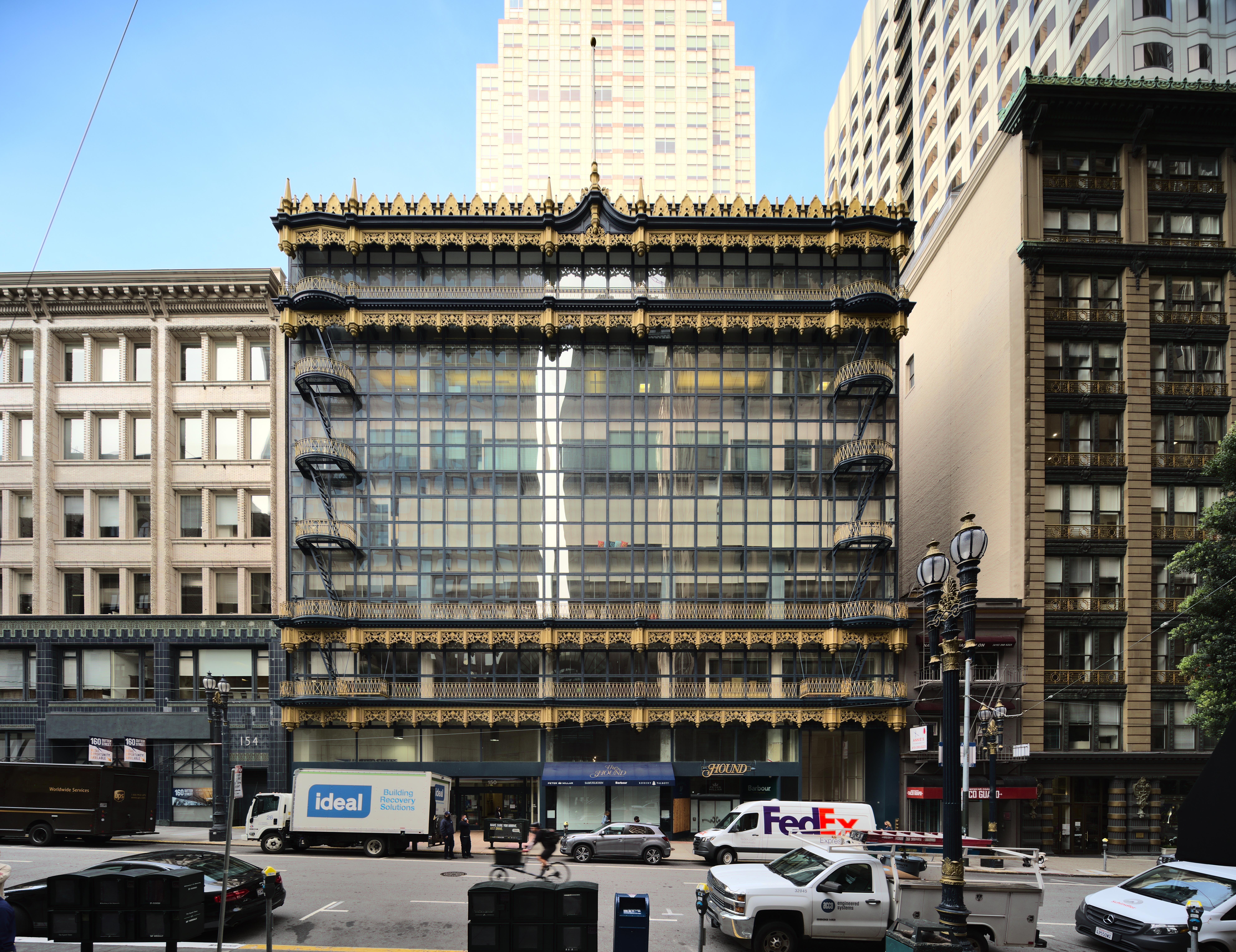
ساختمان هالیدی در سانفرانسیسکو، مقر فعلی ستاد فن‌دام

فن‌دام (که قبلا به‌عنوان ویکی‌سیتی و ویکیا نیز شناخته می‌شد) یک سرویس میزبان ویکی که ویکی‌ها را عمدتاً در موضوعات سرگرمی (مانند؛ بازی‌های ویدیویی, سریال‌های تلویزیونی, فیلم‌ها, سرگرمی ها و غیره) میزبانی می‌کند. شرکت خصوصی و انتفاعی فن‌دام در اکتبر ۲۰۰۴ توسط بنیان‌گذار ویکی‌پدیا؛ جیمی ولز و آنجلا بیزلی تأسیس شد.. فن‌دام در سال ۲۰۱۸ توسط تی‌پی‌جی کپیتال خریداری شد..
فن‌دام از مدیا ویکی، نرم‌افزار متن باز ویکی که توسط ویکی‌پدیا استفاده می‌شود، استفاده می‌کند. شرکت فن‌دام درآمد خود را از تبلیغات و محتوای فروخته شده به‌دست می‌آورد و بیشتر متن‌های ارائه شده توسط کاربر را تحت مجوز کپی‌لفت منتشر می‌کند. همچنین این شرکت معمولاً اخباری مربوط به فرهنگ و بازی را ارائه می‌دهد. اکثر ویکی‌هایی که در fandom.com وجود دارد به ویژه آنهایی که بر موضوعاتی غیر فرنچایز رسانه ای تمرکز دارند، تحت wikia.org میزبانی می‌شوند.